# Campeonato Mundial 2024-25 de Fórmula E
El Campeonato Mundial de Fórmula E de 2024-25 fue la 11.ª temporada del Campeonato Mundial de Fórmula E de la historia. Fue organizada por la Federación Internacional del Automóvil (FIA).
Fue la temporada debut del Formula E Gen3 Evo.

## Equipos y pilotos
| Equipo                           | Unidad de potencia | Unidad de potencia | N.º | Pilotos                | Siglas | Carreras    |
| -------------------------------- | ------------------ | ------------------ | --- | ---------------------- | ------ | ----------- |
| Jaguar TCS Racing                | Jaguar             | I-Type 7           | 9   | Mitch Evans            | EVA    | Todas       |
| Jaguar TCS Racing                | Jaguar             | I-Type 7           | 37  | Nick Cassidy           | CAS    | Todas       |
| TAG Heuer Porsche Formula E Team | Porsche            | 99X Electric       | 1   | Pascal Wehrlein        | WEH    | Todas       |
| TAG Heuer Porsche Formula E Team | Porsche            | 99X Electric       | 13  | António Félix da Costa | DAC    | Todas       |
| DS Penske                        | DS                 | E-Tense FE25       | 7   | Maximilian Günther     | GÜN    | Todas       |
| DS Penske                        | DS                 | E-Tense FE25       | 25  | Jean-Éric Vergne       | JEV    | Todas       |
| Nissan Formula E Team            | Nissan             | e-4ORCE 05         | 17  | Norman Nato            | NAT    | 1-12, 15-16 |
| Nissan Formula E Team            | Nissan             | e-4ORCE 05         | 17  | Sérgio Sette Câmara    | SET    | 13-14       |
| Nissan Formula E Team            | Nissan             | e-4ORCE 05         | 23  | Oliver Rowland         | ROW    | Todas       |
| Andretti Formula E               | Porsche            | 99X Electric       | 27  | Jake Dennis            | DEN    | Todas       |
| Andretti Formula E               | Porsche            | 99X Electric       | 51  | Nico Müller            | MÜL    | Todas       |
| Envision Racing                  | Jaguar             | I-Type 7           | 4   | Robin Frijns           | FRI    | Todas       |
| Envision Racing                  | Jaguar             | I-Type 7           | 16  | Sébastien Buemi        | BUE    | Todas       |
| NEOM McLaren Formula E Team      | Nissan             | e-4ORCE 05         | 5   | Taylor Barnard         | BAR    | Todas       |
| NEOM McLaren Formula E Team      | Nissan             | e-4ORCE 05         | 8   | Sam Bird               | BIR    | Todas       |
| Maserati MSG Racing              | Maserati           | Tipo Folgore       | 2   | Stoffel Vandoorne      | VAN    | Todas       |
| Maserati MSG Racing              | Maserati           | Tipo Folgore       | 55  | Jake Hughes            | HUG    | Todas       |
| Lola Yamaha ABT Formula E Team   | Lola-Yamaha        | T001               | 11  | Lucas Di Grassi        | DIG    | Todas       |
| Lola Yamaha ABT Formula E Team   | Lola-Yamaha        | T001               | 22  | Zane Maloney           | MAL    | Todas       |
| Mahindra Racing                  | Mahindra           | M11Electro         | 21  | Nyck de Vries          | DEV    | 1-12, 15-16 |
| Mahindra Racing                  | Mahindra           | M11Electro         | 21  | Felipe Drugovich       | DRU    | 13-14       |
| Mahindra Racing                  | Mahindra           | M11Electro         | 48  | Edoardo Mortara        | MOR    | Todas       |
| CUPRA Kiro                       | Porsche            | 99X Electric WCG03 | 3   | David Beckmann         | BEC    | Todas       |
| CUPRA Kiro                       | Porsche            | 99X Electric WCG03 | 33  | Dan Ticktum            | TIC    | Todas       |

### Cambios de pilotos

#### En pretemporada
- Nico Müller anunció su marcha de ABT CUPRA tras dos temporadas.[19] Pasó al equipo Andretti.[9]
- Stoffel Vandoorne dejó DS Penske después de la temporada 2023-24.[20] Maximilian Günther dejó Maserati para ser su reemplazante,[5] mientras que Vandoorne fichó por el equipo monegasco. Jake Hughes dejó McLaren para acompañarlo en el equipo.[13]
- Taylor Barnard, proveniente de la Fórmula 2, disputó a tiempo la Fórmula E con McLaren.[21]
- Norman Nato dejó Andretti para volver al equipo Nissan como el reemplazo de Sacha Fenestraz.[6]
- El barbadense Zane Maloney, proveniente del Campeonato de Fórmula 2 de la FIA, fue nuevo piloto de ABT Lola.[15]
- Dan Ticktum se queda en la estructura de Kiro tras su cambio de nombre y David Beckmann sustituye a Sérgio Sette Câmara en el equipo.[18]

#### En temporada
- Al coincidir el e-Prix de Berlín con la semana de carrera de las 6 Horas de São Paulo del Campeonato Mundial de Resistencia de la FIA, Norman Nato y Nyck de Vries dieron prioridad a este evento por lo tanto Nissan sustituyó al piloto francés con Sérgio Sette Câmara y Mahindra hizo lo propio cambiando al neerlandés por Felipe Drugovich.[7] [17]

### Cambios de equipos
- ERT Formula E Team cambió de nombre a Kiro Race Co, tras ser adquirido por el fondo de inversión estadounidense The Forest Road Company.[22]

### Cambios de motores
- ABT CUPRA dejó de utilizar unidades de Mahindra para montar motores Lola, que ingresó a la Fórmula E en asociación con Yamaha como suministrador de unidades de potencia.[23]
- Kiro Race dejó de utilizar unidades de ERT, para montar unidades Porsche a partir de ahora.[24]

## Entrenamientos

### Pretemporada
Las pruebas de pretemporada se disputaron del 5 al 8 de noviembre en el circuito del Jarama, Madrid (España).
| Circuito                               | Mapa del circuito    | Resultados     | Resultados | Resultados             | Resultados         | Resultados | Resultados   | Resultados |
| -------------------------------------- | -------------------- | -------------- | ---------- | ---------------------- | ------------------ | ---------- | ------------ | ---------- |
| Circuito del Jarama Longitud: 3,850 km |                      | Fecha          | Fecha      | N.º                    | Piloto             | Equipo     | Mejor tiempo | Vueltas    |
| Circuito del Jarama Longitud: 3,850 km | Día 1                | 5 de noviembre | 13         | António Félix da Costa | Porsche            | 1:29.220   | 30           |            |
| Circuito del Jarama Longitud: 3,850 km | Día 2                | 6 de noviembre | 7          | Maximilian Günther     | Penske-DS          | 1:28.408   | 69           |            |
| Circuito del Jarama Longitud: 3,850 km | Día 3                | 7 de noviembre | 3          | David Beckmann         | Cupra Kiro-Porsche | 1:27.755   | 34           |            |
| Circuito del Jarama Longitud: 3,850 km | Día 4                | 8 de noviembre | 9          | Mitch Evans            | Jaguar             | 1:27.461   | 41           |            |
| Circuito del Jarama Longitud: 3,850 km | Resultados completos |                |            |                        |                    |            |              |            |

### Testde Jóvenes Pilotos
| N.º | Circuito                                                    | Mapa del circuito | Resultados | Resultados    | Resultados | Resultados | Resultados   | Resultados |
| --- | ----------------------------------------------------------- | ----------------- | ---------- | ------------- | ---------- | ---------- | ------------ | ---------- |
| 1   | Circuito del Aeropuerto Berlín-Tempelhof Longitud: 2,585 km |                   | Fecha      | N.º           | Piloto     | Equipo     | Mejor tiempo | Vueltas    |
| 1   | Circuito del Aeropuerto Berlín-Tempelhof Longitud: 2,585 km | 14 de julio       | 23         | Gabriele Minì | Nissan     | 57.428     | 97           |            |

## Calendario
El 11 de junio de 2024 se anunció el calendario que tiene como principal novedad el retorno del e-Prix de Miami, tras 10 años de ausencia y el regreso de Yakarta tras una temporada fuera. En el mes de septiembre se anunció la incorporación del nuevo e-Prix de Yeda en sustitución de Diriyah. El 17 de octubre se anunció el borrador final del calendario, sin cambios destacables más que la eliminación de una ronda por confirmar que finalmente no consiguió un organizador.
| Carrera | e-Prix                        | Circuito                                           | Fecha          |
| 2024    | 2024                          | 2024                                               | 2024           |
| ------- | ----------------------------- | -------------------------------------------------- | -------------- |
| 1       | e-Prix de São Paulo           | Circuito callejero de São Paulo, São Paulo         | 7 de diciembre |
| 2025    |                               |                                                    |                |
| 2       | e-Prix de la Ciudad de México | Autódromo Hermanos Rodríguez, Ciudad de México     | 11 de enero    |
| 3       | e-Prix de Yeda                | Circuito de la Corniche de Yeda, Yeda              | 14 de febrero  |
| 4       | e-Prix de Yeda                | Circuito de la Corniche de Yeda, Yeda              | 15 de febrero  |
| 5       | e-Prix de Miami               | Homestead-Miami Speedway, Homestead                | 12 de abril    |
| 6       | e-Prix de Mónaco              | Circuito de Mónaco, Montecarlo                     | 3 de mayo      |
| 7       | e-Prix de Mónaco              | Circuito de Mónaco, Montecarlo                     | 4 de mayo      |
| 8       | e-Prix de Tokio               | Circuito callejero de Tokio, Tokio                 | 17 de mayo     |
| 9       | e-Prix de Tokio               | Circuito callejero de Tokio, Tokio                 | 18 de mayo     |
| 10      | e-Prix de Shanghái            | Circuito Internacional de Shanghái, Shanghái       | 31 de mayo     |
| 11      | e-Prix de Shanghái            | Circuito Internacional de Shanghái, Shanghái       | 1 de junio     |
| 12      | e-Prix de Yakarta             | Circuito Internacional e-Prix de Yakarta, Yakarta  | 21 de junio    |
| 13      | e-Prix de Berlín              | Circuito del aeropuerto Berlín-Tempelhof, Berlín   | 12 de julio    |
| 14      | e-Prix de Berlín              | Circuito del aeropuerto Berlín-Tempelhof, Berlín   | 13 de julio    |
| 15      | e-Prix de Londres             | Circuito del centro de exposiciones ExCeL, Londres | 26 de julio    |
| 16      | e-Prix de Londres             | Circuito del centro de exposiciones ExCeL, Londres | 27 de julio    |
| Fuente: |                               |                                                    |                |

## Resultados
| Ronda   | Fecha                         | e-Prix | Mapa del circuito              | Resultados                    | Resultados             | Resultados                        | Resultados         |
| ------- | ----------------------------- | --- | ------------------------------ | ----------------------------- | ---------------------- | --------------------------------- | ------------------ |
| 1       | 6 y 7 de diciembre            | e-Prix de São Paulo Circuito callejero de São Paulo Longitud: 2,960 km Vueltas: 31 Distancia de carrera: 91,760 km Ganador 2023-24: Sam Bird - Mclaren                                              |                                | Libres 1                      | Oliver Rowland         | Ganador                           | Mitch Evans        |
| 1       | 6 y 7 de diciembre            | e-Prix de São Paulo Circuito callejero de São Paulo Longitud: 2,960 km Vueltas: 31 Distancia de carrera: 91,760 km Ganador 2023-24: Sam Bird - Mclaren                                              | Libres 2                       | Jake Dennis                   | 2.º puesto             | António Félix da Costa            |                    |
| 1       | 6 y 7 de diciembre            | e-Prix de São Paulo Circuito callejero de São Paulo Longitud: 2,960 km Vueltas: 31 Distancia de carrera: 91,760 km Ganador 2023-24: Sam Bird - Mclaren                                              | Ganador grupos clasificatorios | Pascal Wehrlein (1:11.717)    | 3.er puesto            | Taylor Barnard                    |                    |
| 1       | 6 y 7 de diciembre            | e-Prix de São Paulo Circuito callejero de São Paulo Longitud: 2,960 km Vueltas: 31 Distancia de carrera: 91,760 km Ganador 2023-24: Sam Bird - Mclaren                                              | Pole position                  | Pascal Wehrlein (1:09.851)    | Vuelta rápida          | António Félix da Costa (1:13.261) |                    |
| 1       | 6 y 7 de diciembre            | e-Prix de São Paulo Circuito callejero de São Paulo Longitud: 2,960 km Vueltas: 31 Distancia de carrera: 91,760 km Ganador 2023-24: Sam Bird - Mclaren                                              | Resultados completos           |                               |                        |                                   |                    |
| 2       | 10 y 11 de enero              | e-Prix de la Ciudad de México Autódromo Hermanos Rodríguez Longitud: 2,630 km Vueltas: 36 Distancia de carrera: 94,680 km Ganador 2023-24: Pascal Wehrlein - Porsche                                |                                | Libres 1                      | António Félix da Costa | Ganador                           | Oliver Rowland     |
| 2       | 10 y 11 de enero              | e-Prix de la Ciudad de México Autódromo Hermanos Rodríguez Longitud: 2,630 km Vueltas: 36 Distancia de carrera: 94,680 km Ganador 2023-24: Pascal Wehrlein - Porsche                                | Libres 2                       | Jake Hughes                   | 2.º puesto             | António Félix da Costa            |                    |
| 2       | 10 y 11 de enero              | e-Prix de la Ciudad de México Autódromo Hermanos Rodríguez Longitud: 2,630 km Vueltas: 36 Distancia de carrera: 94,680 km Ganador 2023-24: Pascal Wehrlein - Porsche                                | Ganador grupos clasificatorios | Maximilian Günther (1:13.352) | 3.er puesto            | Pascal Wehrlein                   |                    |
| 2       | 10 y 11 de enero              | e-Prix de la Ciudad de México Autódromo Hermanos Rodríguez Longitud: 2,630 km Vueltas: 36 Distancia de carrera: 94,680 km Ganador 2023-24: Pascal Wehrlein - Porsche                                | Pole position                  | Pascal Wehrlein (1:10.984)    | Vuelta rápida          | Jake Dennis (1:13.552)            |                    |
| 2       | 10 y 11 de enero              | e-Prix de la Ciudad de México Autódromo Hermanos Rodríguez Longitud: 2,630 km Vueltas: 36 Distancia de carrera: 94,680 km Ganador 2023-24: Pascal Wehrlein - Porsche                                | Resultados completos           |                               |                        |                                   |                    |
| 3       | 13, 14 y 15 de febrero        | e-Prix de Yeda Circuito de la Corniche de Yeda Longitud: 3,001 km Vueltas: 31 Distancia de carrera: 93,031 km Ganador 2023-24: Primera edición                                                      |                                | Libres 1                      | Oliver Rowland         | Ganador                           | Maximilian Günther |
| 3       | 13, 14 y 15 de febrero        | e-Prix de Yeda Circuito de la Corniche de Yeda Longitud: 3,001 km Vueltas: 31 Distancia de carrera: 93,031 km Ganador 2023-24: Primera edición                                                      | Libres 2                       | António Félix da Costa        | 2.º puesto             | Oliver Rowland                    |                    |
| 3       | 13, 14 y 15 de febrero        | e-Prix de Yeda Circuito de la Corniche de Yeda Longitud: 3,001 km Vueltas: 31 Distancia de carrera: 93,031 km Ganador 2023-24: Primera edición                                                      | Ganador grupos clasificatorios | Oliver Rowland (1:17.182)     | 3.er puesto            | Taylor Barnard                    |                    |
| 3       | 13, 14 y 15 de febrero        | e-Prix de Yeda Circuito de la Corniche de Yeda Longitud: 3,001 km Vueltas: 31 Distancia de carrera: 93,031 km Ganador 2023-24: Primera edición                                                      | Pole position                  | Maximilian Günther (1:14.911) | Vuelta rápida          | Maximilian Günther (1:17.179)     |                    |
| 4       | 13, 14 y 15 de febrero        | e-Prix de Yeda Circuito de la Corniche de Yeda Longitud: 3,001 km Vueltas: 31 Distancia de carrera: 93,031 km Ganador 2023-24: Primera edición                                                      | Libres 3                       | Maximilian Günther            | Ganador                | Oliver Rowland                    |                    |
| 4       | 13, 14 y 15 de febrero        | e-Prix de Yeda Circuito de la Corniche de Yeda Longitud: 3,001 km Vueltas: 31 Distancia de carrera: 93,031 km Ganador 2023-24: Primera edición                                                      | Libres 3                       | Maximilian Günther            | 2.º puesto             | Taylor Barnard                    |                    |
| 4       | 13, 14 y 15 de febrero        | e-Prix de Yeda Circuito de la Corniche de Yeda Longitud: 3,001 km Vueltas: 31 Distancia de carrera: 93,031 km Ganador 2023-24: Primera edición                                                      | Ganador grupos clasificatorios | Taylor Barnard (1:16.922)     | 3.er puesto            | Jake Hughes                       |                    |
| 4       | 13, 14 y 15 de febrero        | e-Prix de Yeda Circuito de la Corniche de Yeda Longitud: 3,001 km Vueltas: 31 Distancia de carrera: 93,031 km Ganador 2023-24: Primera edición                                                      | Pole position                  | Taylor Barnard (1:14.804)     | Vuelta rápida          | Jake Hughes (1:18.110)            |                    |
| 4       | 13, 14 y 15 de febrero        | e-Prix de Yeda Circuito de la Corniche de Yeda Longitud: 3,001 km Vueltas: 31 Distancia de carrera: 93,031 km Ganador 2023-24: Primera edición                                                      | Resultados completos           |                               |                        |                                   |                    |
| 5       | 11 y 12 de abril              | e-Prix de Miami Homestead-Miami Speedway Longitud: 3,551 km Vueltas: 26 Distancia de carrera: 92,326 km Ganador 2023-24: Primera edición en Homestead.                                              |                                | Libres 1                      | Nick Cassidy           | Ganador                           | Pascal Wehrlein    |
| 5       | 11 y 12 de abril              | e-Prix de Miami Homestead-Miami Speedway Longitud: 3,551 km Vueltas: 26 Distancia de carrera: 92,326 km Ganador 2023-24: Primera edición en Homestead.                                              | Libres 2                       | Taylor Barnard                | 2.º puesto             | Lucas Di Grassi                   |                    |
| 5       | 11 y 12 de abril              | e-Prix de Miami Homestead-Miami Speedway Longitud: 3,551 km Vueltas: 26 Distancia de carrera: 92,326 km Ganador 2023-24: Primera edición en Homestead.                                              | Ganador grupos clasificatorios | Robin Frijns (1:24.756)       | 3.er puesto            | António Félix da Costa            |                    |
| 5       | 11 y 12 de abril              | e-Prix de Miami Homestead-Miami Speedway Longitud: 3,551 km Vueltas: 26 Distancia de carrera: 92,326 km Ganador 2023-24: Primera edición en Homestead.                                              | Pole position                  | Norman Nato (1:23.037)        | Vuelta rápida          | Pascal Wehrlein (1:25.821)        |                    |
| 5       | 11 y 12 de abril              | e-Prix de Miami Homestead-Miami Speedway Longitud: 3,551 km Vueltas: 26 Distancia de carrera: 92,326 km Ganador 2023-24: Primera edición en Homestead.                                              | Resultados completos           |                               |                        |                                   |                    |
| 6       | 3 y 4 de mayo                 | e-Prix de Mónaco Circuito de Mónaco Longitud: 3,337 km Vueltas: 29 Distancia de carrera: 96,773 km Ganador 2023-24: Mitch Evans - Jaguar                                                            |                                | Libres 1                      | Dan Ticktum            | Ganador                           | Oliver Rowland     |
| 6       | 3 y 4 de mayo                 | e-Prix de Mónaco Circuito de Mónaco Longitud: 3,337 km Vueltas: 29 Distancia de carrera: 96,773 km Ganador 2023-24: Mitch Evans - Jaguar                                                            | Libres 2                       | Dan Ticktum                   | 2.º puesto             | Nyck de Vries                     |                    |
| 6       | 3 y 4 de mayo                 | e-Prix de Mónaco Circuito de Mónaco Longitud: 3,337 km Vueltas: 29 Distancia de carrera: 96,773 km Ganador 2023-24: Mitch Evans - Jaguar                                                            | Ganador grupos clasificatorios | Dan Ticktum (1:28.661)        | 3.er puesto            | Jake Dennis                       |                    |
| 6       | 3 y 4 de mayo                 | e-Prix de Mónaco Circuito de Mónaco Longitud: 3,337 km Vueltas: 29 Distancia de carrera: 96,773 km Ganador 2023-24: Mitch Evans - Jaguar                                                            | Pole position                  | Taylor Barnard (1:30.117)     | Vuelta rápida          | Pascal Wehrlein (1:28.329)        |                    |
| 7       | 3 y 4 de mayo                 | e-Prix de Mónaco Circuito de Mónaco Longitud: 3,337 km Vueltas: 29 Distancia de carrera: 96,773 km Ganador 2023-24: Mitch Evans - Jaguar                                                            | Libres 3                       | Mitch Evans                   | Ganador                | Sébastien Buemi                   |                    |
| 7       | 3 y 4 de mayo                 | e-Prix de Mónaco Circuito de Mónaco Longitud: 3,337 km Vueltas: 29 Distancia de carrera: 96,773 km Ganador 2023-24: Mitch Evans - Jaguar                                                            | Libres 3                       | Mitch Evans                   | 2.º puesto             | Oliver Rowland                    |                    |
| 7       | 3 y 4 de mayo                 | e-Prix de Mónaco Circuito de Mónaco Longitud: 3,337 km Vueltas: 29 Distancia de carrera: 96,773 km Ganador 2023-24: Mitch Evans - Jaguar                                                            | Ganador grupos clasificatorios | Sébastien Buemi (1:52.480)    | 3.er puesto            | Nick Cassidy                      |                    |
| 7       | 3 y 4 de mayo                 | e-Prix de Mónaco Circuito de Mónaco Longitud: 3,337 km Vueltas: 29 Distancia de carrera: 96,773 km Ganador 2023-24: Mitch Evans - Jaguar                                                            | Pole position                  | Oliver Rowland (1:55:897)     | Vuelta rápida          | António Félix da Costa (1:37:601) |                    |
| 7       | 3 y 4 de mayo                 | e-Prix de Mónaco Circuito de Mónaco Longitud: 3,337 km Vueltas: 29 Distancia de carrera: 96,773 km Ganador 2023-24: Mitch Evans - Jaguar                                                            | Resultados completos           |                               |                        |                                   |                    |
| 8       | 16, 17 y 18 de mayo           | e-Prix de Tokio Circuito callejero de Tokio Longitud: 2,575 km Vueltas: 35 Distancia de carrera: 90,125 km Ganador 2023-24: Maximilian Günther - Maserati                                           |                                | Libres 1                      | Norman Nato            | Ganador                           | Stoffel Vandoorne  |
| 8       | 16, 17 y 18 de mayo           | e-Prix de Tokio Circuito callejero de Tokio Longitud: 2,575 km Vueltas: 35 Distancia de carrera: 90,125 km Ganador 2023-24: Maximilian Günther - Maserati                                           | Libres 2                       | Oliver Rowland                | 2.º puesto             | Oliver Rowland                    |                    |
| 8       | 16, 17 y 18 de mayo           | e-Prix de Tokio Circuito callejero de Tokio Longitud: 2,575 km Vueltas: 35 Distancia de carrera: 90,125 km Ganador 2023-24: Maximilian Günther - Maserati                                           | Ganador grupos clasificatorios | No se disputó                 | 3.er puesto            | Taylor Barnard                    |                    |
| 8       | 16, 17 y 18 de mayo           | e-Prix de Tokio Circuito callejero de Tokio Longitud: 2,575 km Vueltas: 35 Distancia de carrera: 90,125 km Ganador 2023-24: Maximilian Günther - Maserati                                           | Pole position                  | Oliver Rowland (1:32.525)     | Vuelta rápida          | Nick Cassidy (1:22.283)           |                    |
| 9       | 16, 17 y 18 de mayo           | e-Prix de Tokio Circuito callejero de Tokio Longitud: 2,575 km Vueltas: 35 Distancia de carrera: 90,125 km Ganador 2023-24: Maximilian Günther - Maserati                                           | Libres 3                       | Pascal Wehrlein               | Ganador                | Oliver Rowland                    |                    |
| 9       | 16, 17 y 18 de mayo           | e-Prix de Tokio Circuito callejero de Tokio Longitud: 2,575 km Vueltas: 35 Distancia de carrera: 90,125 km Ganador 2023-24: Maximilian Günther - Maserati                                           | Libres 3                       | Pascal Wehrlein               | 2.º puesto             | Pascal Wehrlein                   |                    |
| 9       | 16, 17 y 18 de mayo           | e-Prix de Tokio Circuito callejero de Tokio Longitud: 2,575 km Vueltas: 35 Distancia de carrera: 90,125 km Ganador 2023-24: Maximilian Günther - Maserati                                           | Ganador grupos clasificatorios | Pascal Wehrlein (1:13.671)    | 3.er puesto            | Dan Ticktum                       |                    |
| 9       | 16, 17 y 18 de mayo           | e-Prix de Tokio Circuito callejero de Tokio Longitud: 2,575 km Vueltas: 35 Distancia de carrera: 90,125 km Ganador 2023-24: Maximilian Günther - Maserati                                           | Pole position                  | Oliver Rowland (1:12.615)     | Vuelta rápida          | Sam Bird (1:14:753)               |                    |
| 9       | 16, 17 y 18 de mayo           | e-Prix de Tokio Circuito callejero de Tokio Longitud: 2,575 km Vueltas: 35 Distancia de carrera: 90,125 km Ganador 2023-24: Maximilian Günther - Maserati                                           | Resultados completos           |                               |                        |                                   |                    |
| 10      | 30 y 31 de mayo, y 1 de junio | e-Prix de Shanghái Circuito Internacional de Shanghái Longitud: 3,051 km Vueltas: 29 Distancia de carrera: 88,479 km Ganadores 2023-24: Mitch Evans - Jaguar António Félix da Costa - Porsche       |                                | Libres 1                      | António Félix da Costa | Ganador                           | Maximilian Günther |
| 10      | 30 y 31 de mayo, y 1 de junio | e-Prix de Shanghái Circuito Internacional de Shanghái Longitud: 3,051 km Vueltas: 29 Distancia de carrera: 88,479 km Ganadores 2023-24: Mitch Evans - Jaguar António Félix da Costa - Porsche       | Libres 2                       | António Félix da Costa        | 2.º puesto             | Jean-Éric Vergne                  |                    |
| 10      | 30 y 31 de mayo, y 1 de junio | e-Prix de Shanghái Circuito Internacional de Shanghái Longitud: 3,051 km Vueltas: 29 Distancia de carrera: 88,479 km Ganadores 2023-24: Mitch Evans - Jaguar António Félix da Costa - Porsche       | Ganador grupos clasificatorios | Maximilian Günther (1:09.939) | 3.er puesto            | Taylor Barnard                    |                    |
| 10      | 30 y 31 de mayo, y 1 de junio | e-Prix de Shanghái Circuito Internacional de Shanghái Longitud: 3,051 km Vueltas: 29 Distancia de carrera: 88,479 km Ganadores 2023-24: Mitch Evans - Jaguar António Félix da Costa - Porsche       | Pole position                  | Maximilian Günther (1:08.234) | Vuelta rápida          | Taylor Barnard (1:11.363)         |                    |
| 11      | 30 y 31 de mayo, y 1 de junio | e-Prix de Shanghái Circuito Internacional de Shanghái Longitud: 3,051 km Vueltas: 29 Distancia de carrera: 88,479 km Ganadores 2023-24: Mitch Evans - Jaguar António Félix da Costa - Porsche       | Libres 3                       | Nick Cassidy                  | Ganador                | Nick Cassidy                      |                    |
| 11      | 30 y 31 de mayo, y 1 de junio | e-Prix de Shanghái Circuito Internacional de Shanghái Longitud: 3,051 km Vueltas: 29 Distancia de carrera: 88,479 km Ganadores 2023-24: Mitch Evans - Jaguar António Félix da Costa - Porsche       | Libres 3                       | Nick Cassidy                  | 2.º puesto             | Pascal Wehrlein                   |                    |
| 11      | 30 y 31 de mayo, y 1 de junio | e-Prix de Shanghái Circuito Internacional de Shanghái Longitud: 3,051 km Vueltas: 29 Distancia de carrera: 88,479 km Ganadores 2023-24: Mitch Evans - Jaguar António Félix da Costa - Porsche       | Ganador grupos clasificatorios | Nick Cassidy (1:31.305)       | 3.er puesto            | António Félix da Costa            |                    |
| 11      | 30 y 31 de mayo, y 1 de junio | e-Prix de Shanghái Circuito Internacional de Shanghái Longitud: 3,051 km Vueltas: 29 Distancia de carrera: 88,479 km Ganadores 2023-24: Mitch Evans - Jaguar António Félix da Costa - Porsche       | Pole position                  | Nick Cassidy (1:31.305)       | Vuelta rápida          | Pascal Wehrlein (1:23.433)        |                    |
| 11      | 30 y 31 de mayo, y 1 de junio | e-Prix de Shanghái Circuito Internacional de Shanghái Longitud: 3,051 km Vueltas: 29 Distancia de carrera: 88,479 km Ganadores 2023-24: Mitch Evans - Jaguar António Félix da Costa - Porsche       | Resultados completos           |                               |                        |                                   |                    |
| 12      | 20 y 21 de junio              | e-Prix de Yakarta Circuito Internacional e-Prix de Yakarta Longitud: 2,378 km Vueltas: 38 Distancia de carrera: 90,364 km Ganador 2023-24: No se disputó                                            |                                | Libres 1                      | Maximilian Günther     | Ganador                           | Dan Ticktum        |
| 12      | 20 y 21 de junio              | e-Prix de Yakarta Circuito Internacional e-Prix de Yakarta Longitud: 2,378 km Vueltas: 38 Distancia de carrera: 90,364 km Ganador 2023-24: No se disputó                                            | Libres 2                       | Jake Hughes                   | 2.º puesto             | Edoardo Mortara                   |                    |
| 12      | 20 y 21 de junio              | e-Prix de Yakarta Circuito Internacional e-Prix de Yakarta Longitud: 2,378 km Vueltas: 38 Distancia de carrera: 90,364 km Ganador 2023-24: No se disputó                                            | Ganador grupos clasificatorios | Taylor Barnard (1:08.968)     | 3.er puesto            | Sébastien Buemi                   |                    |
| 12      | 20 y 21 de junio              | e-Prix de Yakarta Circuito Internacional e-Prix de Yakarta Longitud: 2,378 km Vueltas: 38 Distancia de carrera: 90,364 km Ganador 2023-24: No se disputó                                            | Pole position                  | Jake Dennis (1:06.713)        | Vuelta rápida          | Sébastien Buemi (1:07.599)        |                    |
| 12      | 20 y 21 de junio              | e-Prix de Yakarta Circuito Internacional e-Prix de Yakarta Longitud: 2,378 km Vueltas: 38 Distancia de carrera: 90,364 km Ganador 2023-24: No se disputó                                            | Resultados completos           |                               |                        |                                   |                    |
| 13      | 11, 12 y 13 de julio          | e-Prix de Berlín Circuito del Aeropuerto Berlín-Tempelhof Longitud: 2,585 km Vueltas: 39 Distancia de carrera: 100,815 km Ganadores 2023-24: Nick Cassidy - Jaguar António Félix da Costa - Porsche |                                | Libres 1                      | Pascal Wehrlein        | Ganador                           | Mitch Evans        |
| 13      | 11, 12 y 13 de julio          | e-Prix de Berlín Circuito del Aeropuerto Berlín-Tempelhof Longitud: 2,585 km Vueltas: 39 Distancia de carrera: 100,815 km Ganadores 2023-24: Nick Cassidy - Jaguar António Félix da Costa - Porsche | Libres 2                       | No se disputó                 | 2.º puesto             | Pascal Wehrlein                   |                    |
| 13      | 11, 12 y 13 de julio          | e-Prix de Berlín Circuito del Aeropuerto Berlín-Tempelhof Longitud: 2,585 km Vueltas: 39 Distancia de carrera: 100,815 km Ganadores 2023-24: Nick Cassidy - Jaguar António Félix da Costa - Porsche | Ganador grupos clasificatorios | Mitch Evans (1:11:021)        | 3.er puesto            | Edoardo Mortara                   |                    |
| 13      | 11, 12 y 13 de julio          | e-Prix de Berlín Circuito del Aeropuerto Berlín-Tempelhof Longitud: 2,585 km Vueltas: 39 Distancia de carrera: 100,815 km Ganadores 2023-24: Nick Cassidy - Jaguar António Félix da Costa - Porsche | Pole position                  | Mitch Evans (1:11:021)        | Vuelta rápida          | Pascal Wehrlein (59:630)          |                    |
| 14      | 11, 12 y 13 de julio          | e-Prix de Berlín Circuito del Aeropuerto Berlín-Tempelhof Longitud: 2,585 km Vueltas: 39 Distancia de carrera: 100,815 km Ganadores 2023-24: Nick Cassidy - Jaguar António Félix da Costa - Porsche | Libres 3                       | Sébastien Buemi               | Ganador                | Nick Cassidy                      |                    |
| 14      | 11, 12 y 13 de julio          | e-Prix de Berlín Circuito del Aeropuerto Berlín-Tempelhof Longitud: 2,585 km Vueltas: 39 Distancia de carrera: 100,815 km Ganadores 2023-24: Nick Cassidy - Jaguar António Félix da Costa - Porsche | Libres 3                       | Sébastien Buemi               | 2.º puesto             | Jake Dennis                       |                    |
| 14      | 11, 12 y 13 de julio          | e-Prix de Berlín Circuito del Aeropuerto Berlín-Tempelhof Longitud: 2,585 km Vueltas: 39 Distancia de carrera: 100,815 km Ganadores 2023-24: Nick Cassidy - Jaguar António Félix da Costa - Porsche | Ganador grupos clasificatorios | Pascal Wehrlein (59.048)      | 3.er puesto            | Jean-Éric Vergne                  |                    |
| 14      | 11, 12 y 13 de julio          | e-Prix de Berlín Circuito del Aeropuerto Berlín-Tempelhof Longitud: 2,585 km Vueltas: 39 Distancia de carrera: 100,815 km Ganadores 2023-24: Nick Cassidy - Jaguar António Félix da Costa - Porsche | Pole position                  | Pascal Wehrlein (57.850)      | Vuelta rápida          | Nick Cassidy (58.917)             |                    |
| 14      | 11, 12 y 13 de julio          | e-Prix de Berlín Circuito del Aeropuerto Berlín-Tempelhof Longitud: 2,585 km Vueltas: 39 Distancia de carrera: 100,815 km Ganadores 2023-24: Nick Cassidy - Jaguar António Félix da Costa - Porsche | Resultados completos           |                               |                        |                                   |                    |
| 15      | 25, 26 y 27 de julio          | e-Prix de Londres Circuito del centro de exposiciones ExCeL Longitud: 2,090 km Vueltas: 37 Distancia de carrera: 77,330 km Ganadores 2023-24: Pascal Wehrlein - Porsche Oliver Rowland - Nissan     |                                | Libres 1                      | Pascal Wehrlein        | Ganador                           | Nick Cassidy       |
| 15      | 25, 26 y 27 de julio          | e-Prix de Londres Circuito del centro de exposiciones ExCeL Longitud: 2,090 km Vueltas: 37 Distancia de carrera: 77,330 km Ganadores 2023-24: Pascal Wehrlein - Porsche Oliver Rowland - Nissan     | Libres 2                       | Nyck de Vries                 | 2.º puesto             | Nyck de Vries                     |                    |
| 15      | 25, 26 y 27 de julio          | e-Prix de Londres Circuito del centro de exposiciones ExCeL Longitud: 2,090 km Vueltas: 37 Distancia de carrera: 77,330 km Ganadores 2023-24: Pascal Wehrlein - Porsche Oliver Rowland - Nissan     | Ganador grupos clasificatorios | Pascal Wehrlein (1:08.690)    | 3.er puesto            | Pascal Wehrlein                   |                    |
| 15      | 25, 26 y 27 de julio          | e-Prix de Londres Circuito del centro de exposiciones ExCeL Longitud: 2,090 km Vueltas: 37 Distancia de carrera: 77,330 km Ganadores 2023-24: Pascal Wehrlein - Porsche Oliver Rowland - Nissan     | Pole position                  | Mitch Evans (1:07.205)        | Vuelta rápida          | Pascal Wehrlein (1:08.508)        |                    |
| 16      | 25, 26 y 27 de julio          | e-Prix de Londres Circuito del centro de exposiciones ExCeL Longitud: 2,090 km Vueltas: 37 Distancia de carrera: 77,330 km Ganadores 2023-24: Pascal Wehrlein - Porsche Oliver Rowland - Nissan     | Libres 3                       | Mitch Evans                   | Ganador                | Nick Cassidy                      |                    |
| 16      | 25, 26 y 27 de julio          | e-Prix de Londres Circuito del centro de exposiciones ExCeL Longitud: 2,090 km Vueltas: 37 Distancia de carrera: 77,330 km Ganadores 2023-24: Pascal Wehrlein - Porsche Oliver Rowland - Nissan     | Libres 3                       | Mitch Evans                   | 2.º puesto             | Nyck de Vries                     |                    |
| 16      | 25, 26 y 27 de julio          | e-Prix de Londres Circuito del centro de exposiciones ExCeL Longitud: 2,090 km Vueltas: 37 Distancia de carrera: 77,330 km Ganadores 2023-24: Pascal Wehrlein - Porsche Oliver Rowland - Nissan     | Ganador grupos clasificatorios | Dan Ticktum (1:08.447)        | 3.er puesto            | Sébastien Buemi                   |                    |
| 16      | 25, 26 y 27 de julio          | e-Prix de Londres Circuito del centro de exposiciones ExCeL Longitud: 2,090 km Vueltas: 37 Distancia de carrera: 77,330 km Ganadores 2023-24: Pascal Wehrlein - Porsche Oliver Rowland - Nissan     | Pole position                  | Dan Ticktum (1:07.278)        | Vuelta rápida          | Nick Cassidy (1:07:950)           |                    |
| 16      | 25, 26 y 27 de julio          | e-Prix de Londres Circuito del centro de exposiciones ExCeL Longitud: 2,090 km Vueltas: 37 Distancia de carrera: 77,330 km Ganadores 2023-24: Pascal Wehrlein - Porsche Oliver Rowland - Nissan     | Resultados completos           |                               |                        |                                   |                    |
| Fuente: |                               | |                                |                               |                        |                                   |                    |

## Clasificaciones

### Puntuaciones
Carrera
| Posición | 1.º | 2.º | 3.º | 4.º | 5.º | 6.º | 7.º | 8.º | 9.º | 10.º | VR | P |
| Puntos   | 25  | 18  | 15  | 12  | 10  | 8   | 6   | 4   | 2   | 1    | 1  | 3 |

### Campeonato de Pilotos
| Pos. | N.º | Piloto                 | SÃO | MEX | YED | YED | MIA | MON | MON | TOK | TOK | SHA | SHA | YAK | BER | BER | LON | LON | Puntos |
| ---- | --- | ---------------------- | --- | --- | --- | --- | --- | --- | --- | --- | --- | --- | --- | --- | --- | --- | --- | --- | ------ |
| 1    | 23  | Oliver Rowland         | 14  | 1   | 2   | 1   | 10  | 1   | 2   | 2   | 1   | 5   | 13  | 10  | Ret | 4   | 11  | Ret | 184    |
| 2    | 37  | Nick Cassidy           | 15† | 12  | 11  | 5   | 15  | 18  | 3   | 10  | 7   | 21  | 1   | 6   | 5   | 1   | 1   | 1   | 153    |
| 3    | 1   | Pascal Wehrlein        | Ret | 3   | 15  | 8   | 1   | 6   | 7   | 13  | 2   | 12  | 2   | 11  | 2   | 15  | 3   | 8   | 145    |
| 4    | 5   | Taylor Barnard         | 3   | 14  | 3   | 2   | 20  | 15  | 16  | 3   | Ret | 3   | 10  | 7   | 4   | 6   | 13  | Ret | 112    |
| 5    | 13  | António Félix da Costa | 2   | 2   | 9   | Ret | 3   | Ret | 4   | 7   | Ret | 13  | 3   | 5   | 10  | 8   | 14  | 6   | 111    |
| 6    | 25  | Jean-Éric Vergne       | 9   | 5   | 6   | 7   | 12  | 12  | 6   | 8   | 6   | 2   | 5   | 15  | Ret | 3   | 5   | 15  | 99     |
| 7    | 27  | Jake Dennis            | Ret | 4   | Ret | 4   | 9   | 3   | 9   | DSQ | 4   | 17  | 17  | 17  | Ret | 2   | 8   | 4   | 93     |
| 8    | 21  | Nyck de Vries          | 6   | 8   | 4   | 13  | 11  | 2   | 5   | 11  | 15  | 8   | 12  | Ret |     |     | 2   | 2   | 92     |
| 9    | 48  | Edoardo Mortara        | 5   | 19  | 7   | 10  | 5   | 4   | 12  | 6   | 12  | Ret | 19  | 2   | 3   | 11  | 6   | Ret | 88     |
| 10   | 7   | Maximilian Günther     | 11  | 6   | 1   | Ret | 17  | 10  | 8   | Ret | 10  | 1   | Ret | Ret | 6   | Ret | Ret | 7   | 85     |
| 11   | 33  | Dan Ticktum            | 8   | 16  | 18  | 9   | 7   | 7   | 15  | 5   | 3   | 4   | 16  | 1   | 9   | 14  | Ret | 14  | 85     |
| 12   | 16  | Sébastien Buemi        | 7   | 17  | 12  | 19  | 13  | 19  | 1   | 4   | 9   | 9   | 18  | 3   | 7   | Ret | 16  | 3   | 84     |
| 13   | 9   | Mitch Evans            | 1   | Ret | 19  | Ret | 16  | 20  | 18  | Ret | DNS | 20  | 14  | 12  | 1   | 5   | 10  | 5   | 74     |
| 14   | 2   | Stoffel Vandoorne      | 10  | 7   | 10  | 6   | 14  | 9   | 10  | 1   | Ret | 11  | 7   | Ret | 12  | 13  | 4   | 12  | 62     |
| 15   | 51  | Nico Müller            | Ret | 9   | Ret | 11  | 4   | 5   | Ret | 12  | 11  | 15  | 6   | 4   | 8   | 17  | 15  | Ret | 48     |
| 16   | 55  | Jake Hughes            | Ret | 10  | 5   | 3   | Ret | 16  | 17  | 19  | 18  | 16  | 4   | Ret | 14  | 10  | Ret | 17  | 40     |
| 17   | 11  | Lucas di Grassi        | Ret | 20  | DSQ | 16  | 2   | 13  | Ret | 17  | 5   | 18  | 9   | 13  | 18  | 12  | 17  | 9   | 32     |
| 18   | 8   | Sam Bird               | 4   | 18  | 8   | 12  | 18  | 11  | 20  | 14  | 8   | 7   | 15  | 8   | 11  | Ret | 18  | Ret | 31     |
| 19   | 4   | Robin Frijns           | DNS | 11  | 13  | 14  | 8   | 8   | 11  | 9   | 16  | 10  | 8   | 9   | 13  | Ret | 7   | 13  | 23     |
| 20   | 17  | Norman Nato            | 13  | 13  | 17  | 15  | 6   | 14  | 13  | 15  | 17  | 6   | 21  | 14  |     |     | 9   | 11  | 21     |
| 21   | 21  | Felipe Drugovich       |     |     |     |     |     |     |     |     |     |     |     |     | 17  | 7   |     |     | 6      |
| 22   | 17  | Sérgio Sette Câmara    |     |     |     |     |     |     |     |     |     |     |     |     | 15  | 9   |     |     | 2      |
| 23   | 3   | David Beckmann         | Ret | Ret | 14  | 17  | Ret | 17  | 19  | 18  | 13  | 14  | 20  | 16  | Ret | 16  | 12  | 10  | 1      |
| 24   | 22  | Zane Maloney           | 12  | 15  | 16  | 18  | 19  | 21  | 14  | 16  | 14  | 19  | 11  | 18  | 16  | Ret | Ret | 16  | 0      |
| Pos. | N.º | Piloto                 | SÃO | MEX | YED | YED | MIA | MON | MON | TOK | TOK | SHA | SHA | YAK | BER | BER | LON | LON | Puntos |

| Color     | Resultado                                                               |
| --------- | ----------------------------------------------------------------------- |
| Oro       | Ganador                                                                 |
| Plata     | 2.ª plaza                                                               |
| Bronce    | 3.ª plaza                                                               |
| Verde     | Finalizó en los puntos                                                  |
| Azul      | Finalizó sin puntos                                                     |
| Azul      | NC - No clasificado                                                     |
| Violeta   | Ret - No terminó (Carrera)                                              |
| Rojo      | DNQ - No se clasificó                                                   |
| Negro     | DSQ - Descalificado                                                     |
| Blanco    | DNS - No empezó (carrera)                                               |
| Blanco    | WD - Retirado (fin de semana)                                           |
| Blanco    | C - Carrera cancelada                                                   |
| Sin color | DNP - Inscrito pero no participó                                        |
| Sin color | INJ - Lesionado                                                         |
| Sin color | EX - Excluido                                                           |
| Estado    | Resultado                                                               |
| Negrita   | Pole position                                                           |
| Cursiva   | Vuelta rápida                                                           |
| †         | Abandona, pero clasifica al completar el porcentaje requerido para ello |

Fuente: Fórmula E.

### Campeonato de Equipos
| Pos. | Equipo             | N.º | SÃO | MEX | YED | YED | MIA | MON | MON | TOK | TOK | SHA | SHA | YAK | BER | BER | LON | LON | Puntos |
| ---- | ------------------ | --- | --- | --- | --- | --- | --- | --- | --- | --- | --- | --- | --- | --- | --- | --- | --- | --- | ------ |
| 1    | Porsche            | 1   | Ret | 3   | 15  | 8   | 1   | 6   | 7   | 13  | 2   | 12  | 2   | 11  | 2   | 15  | 3   | 8   | 256    |
| 1    | Porsche            | 13  | 2   | 2   | 9   | Ret | 3   | Ret | 4   | 7   | Ret | 13  | 3   | 5   | 10  | 8   | 14  | 6   | 256    |
| 2    | Jaguar             | 9   | 1   | Ret | 19  | Ret | 16  | 20  | 18  | Ret | DNS | 21  | 14  | 12  | 1   | 5   | 10  | 5   | 227    |
| 2    | Jaguar             | 37  | Ret | 12  | 11  | 5   | 15  | 18  | 3   | 10  | 7   | 20  | 1   | 6   | 5   | 1   | 1   | 1   | 227    |
| 3    | Nissan             | 17  | 13  | 13  | 17  | 15  | 6   | 17  | 13  | 15  | 17  | 6   | 21  | 14  | 15  | 9   | 9   | 11  | 207    |
| 3    | Nissan             | 23  | 14  | 1   | 2   | 1   | 10  | 1   | 2   | 2   | 1   | 5   | 13  | 10  | Ret | 4   | 11  | Ret | 207    |
| 4    | Mahindra           | 21  | 6   | 8   | 4   | 13  | 11  | 2   | 5   | 11  | 15  | 8   | 12  | Ret | 17  | 7   | 2   | 2   | 186    |
| 4    | Mahindra           | 48  | 5   | 19  | 7   | 10  | 5   | 4   | 12  | 6   | 12  | Ret | 19  | 2   | 3   | 11  | 6   | Ret | 186    |
| 5    | Penske-DS          | 7   | 11  | 6   | 1   | Ret | 17  | 10  | 8   | Ret | 10  | 1   | Ret | Ret | 6   | Ret | Ret | 7   | 168    |
| 5    | Penske-DS          | 25  | 9   | 5   | 6   | 7   | 12  | 12  | 6   | 8   | 6   | 2   | 5   | 15  | Ret | 3   | 5   | 15  | 168    |
| 6    | McLaren-Nissan     | 5   | 3   | 14  | 3   | 2   | 20  | 15  | 16  | 3   | Ret | 3   | 10  | 7   | 4   | 5   | 13  | Ret | 143    |
| 6    | McLaren-Nissan     | 8   | 4   | 18  | 8   | 12  | 18  | 11  | 20  | 14  | 8   | 7   | 15  | 8   | 11  | Ret | 18  | Ret | 143    |
| 7    | Andretti-Porsche   | 27  | Ret | 4   | Ret | 4   | 9   | 3   | 9   | DSQ | 4   | 17  | 17  | 17  | Ret | 2   | 8   | 4   | 141    |
| 7    | Andretti-Porsche   | 51  | Ret | 9   | Ret | 11  | 4   | 5   | Ret | 12  | 11  | 15  | 6   | 4   | 8   | 17  | 15  | Ret | 141    |
| 8    | Envision-Jaguar    | 4   | DNS | 11  | 13  | 14  | 8   | 8   | 11  | 9   | 16  | 10  | 8   | 9   | 13  | Ret | 7   | 13  | 107    |
| 8    | Envision-Jaguar    | 16  | 7   | 17  | 12  | 19  | 13  | 19  | 1   | 4   | 9   | 9   | 18  | 3   | 7   | Ret | 16  | 3   | 107    |
| 9    | Maserati           | 2   | 10  | 7   | 10  | 6   | 14  | 9   | 10  | 1   | Ret | 11  | 7   | Ret | 12  | 13  | 4   | 12  | 102    |
| 9    | Maserati           | 55  | Ret | 10  | 5   | 3   | Ret | 16  | 17  | 19  | 18  | 16  | 4   | Ret | 14  | 10  | Ret | 17  | 102    |
| 10   | Cupra Kiro-Porsche | 3   | Ret | Ret | 14  | 17  | Ret | 17  | 19  | 18  | 13  | 14  | 20  | 16  | Ret | 16  | 12  | 10  | 86     |
| 10   | Cupra Kiro-Porsche | 33  | 8   | 16  | 18  | 9   | 7   | 7   | 15  | 5   | 3   | 4   | 16  | 1   | 9   | 14  | Ret | 14  | 86     |
| 11   | ABT Lola-Yamaha    | 11  | Ret | 20  | DSQ | 16  | 2   | 13  | Ret | 17  | 5   | 18  | 9   | 13  | 18  | 12  | 17  | 9   | 32     |
| 11   | ABT Lola-Yamaha    | 22  | 12  | 15  | 16  | 18  | 19  | 21  | 14  | 16  | 14  | 19  | 11  | 18  | 16  | Ret | Ret | 16  | 32     |
| Pos. | Equipo             | N.º | SÃO | MEX | YED | YED | MIA | MON | MON | TOK | TOK | SHA | SHA | YAK | BER | BER | LON | LON | Puntos |

| Color     | Resultado                                                               |
| --------- | ----------------------------------------------------------------------- |
| Oro       | Ganador                                                                 |
| Plata     | 2.ª plaza                                                               |
| Bronce    | 3.ª plaza                                                               |
| Verde     | Finalizó en los puntos                                                  |
| Azul      | Finalizó sin puntos                                                     |
| Azul      | NC - No clasificado                                                     |
| Violeta   | Ret - No terminó (Carrera)                                              |
| Rojo      | DNQ - No se clasificó                                                   |
| Negro     | DSQ - Descalificado                                                     |
| Blanco    | DNS - No empezó (carrera)                                               |
| Blanco    | WD - Retirado (fin de semana)                                           |
| Blanco    | C - Carrera cancelada                                                   |
| Sin color | DNP - Inscrito pero no participó                                        |
| Sin color | INJ - Lesionado                                                         |
| Sin color | EX - Excluido                                                           |
| Estado    | Resultado                                                               |
| Negrita   | Pole position                                                           |
| Cursiva   | Vuelta rápida                                                           |
| †         | Abandona, pero clasifica al completar el porcentaje requerido para ello |

Fuente: Fórmula E.

### Campeonato de Fabricantes
| Pos. | Fabricante  | SÃO | MEX | YED | YED | MIA | MON | MON | TOK | TOK | SHA | SHA | YAK | BER | BER | LON | LON | Puntos |
| ---- | ----------- | --- | --- | --- | --- | --- | --- | --- | --- | --- | --- | --- | --- | --- | --- | --- | --- | ------ |
| 1    | Porsche     | 2   | 2   | 9   | 8   | 1   | 3   | 4   | 5   | 2   | 4   | 2   | 1   | 2   | 2   | 3   | 4   | 383    |
| 1    | Porsche     | 8   | 3   | 14  | 9   | 3   | 5   | 7   | 7   | 3   | 12  | 3   | 4   | 8   | 8   | 8   | 6   | 383    |
| 2    | Jaguar      | 1   | 11  | 11  | 5   | 8   | 8   | 1   | 4   | 7   | 9   | 1   | 3   | 1   | 1   | 1   | 1   | 350    |
| 2    | Jaguar      | 7   | 12  | 12  | 14  | 13  | 18  | 3   | 9   | 9   | 10  | 8   | 5   | 5   | 5   | 7   | 3   | 350    |
| 3    | Nissan      | 3   | 1   | 2   | 1   | 6   | 1   | 2   | 2   | 1   | 3   | 10  | 7   | 4   | 4   | 9   | 11  | 342    |
| 3    | Nissan      | 4   | 13  | 3   | 2   | 10  | 11  | 13  | 3   | 8   | 5   | 13  | 8   | 11  | 6   | 11  | Ret | 342    |
| 4    | Stellantis  | 9   | 5   | 1   | 3   | 12  | 9   | 6   | 1   | 6   | 1   | 4   | 15  | 6   | 3   | 4   | 7   | 274    |
| 4    | Stellantis  | 10  | 6   | 5   | 6   | 14  | 10  | 8   | 8   | 10  | 2   | 5   | Ret | 12  | 10  | 5   | 12  | 274    |
| 5    | Mahindra    | 5   | 8   | 4   | 10  | 5   | 2   | 5   | 6   | 12  | 8   | 12  | 2   | 3   | 7   | 2   | 2   | 213    |
| 5    | Mahindra    | 6   | 19  | 7   | 13  | 11  | 4   | 12  | 12  | 15  | Ret | 19  | Ret | 17  | 11  | 6   | Ret | 213    |
| 6    | Lola-Yamaha | 12  | 15  | 16  | 16  | 2   | 13  | 14  | 16  | 5   | 18  | 9   | 13  | 16  | 12  | 17  | 9   | 54     |
| 6    | Lola-Yamaha | Ret | 20  | DSQ | 18  | 19  | 21  | Ret | 17  | 14  | 19  | 11  | 18  | 18  | Ret | Ret | 16  | 54     |
| Pos. | Fabricante  | SÃO | MEX | YED | YED | MIA | MON | MON | TOK | TOK | SHA | SHA | YAK | BER | BER | LON | LON | Puntos |

Fuente: Fórmula E.

### Estadísticas del Campeonato de Pilotos
| Pos. | Piloto                 | Equipo     | e-Prixs | Victorias | Podios | Poles | Vueltas rápidas | Puntos |
| ---- | ---------------------- | ---------- | ------- | --------- | ------ | ----- | --------------- | ------ |
| 1    | Oliver Rowland         | Nissan     | 16      | 4         | 7      | 3     |                 | 184    |
| 2    | Nick Cassidy           | Jaguar     | 16      | 4         | 5      | 1     | 3               | 153    |
| 3    | Pascal Wehrlein        | Porsche    | 16      | 1         | 6      | 3     | 5               | 145    |
| 4    | Taylor Barnard         | McLaren    | 16      |           | 5      | 2     | 1               | 112    |
| 5    | António Félix da Costa | Porsche    | 16      |           | 4      |       | 2               | 111    |
| 6    | Jean-Éric Vergne       | Penske     | 16      |           | 2      |       |                 | 99     |
| 7    | Jake Dennis            | Andretti   | 16      |           | 2      | 1     | 1               | 93     |
| 8    | Nyck de Vries          | Mahindra   | 14      |           | 3      |       |                 | 92     |
| 9    | Edoardo Mortara        | Mahindra   | 16      |           | 2      |       |                 | 88     |
| 10   | Maximilian Günther     | Penske     | 16      | 2         | 2      | 2     | 1               | 85     |
| 11   | Dan Ticktum            | Cupra Kiro | 16      | 1         | 2      | 1     |                 | 85     |
| 12   | Sébastien Buemi        | Envision   | 16      | 1         | 3      |       | 1               | 84     |
| 13   | Mitch Evans            | Jaguar     | 16      | 2         | 2      | 2     |                 | 74     |
| 14   | Stoffel Vandoorne      | Maserati   | 16      | 1         | 1      |       |                 | 62     |
| 15   | Nico Müller            | Andretti   | 16      |           |        |       |                 | 48     |
| 16   | Jake Hughes            | Maserati   | 16      |           | 1      |       | 1               | 40     |
| 17   | Lucas Di Grassi        | ABT Lola   | 16      |           | 1      |       |                 | 32     |
| 18   | Sam Bird               | McLaren    | 16      |           |        |       | 1               | 31     |
| 19   | Robin Frijns           | Envision   | 16      |           |        |       |                 | 23     |
| 20   | Norman Nato            | Nissan     | 14      |           |        | 1     |                 | 21     |
| 21   | Felipe Drugovich       | Mahindra   | 2       |           |        |       |                 | 6      |
| 22   | Sérgio Sette Câmara    | Nissan     | 2       |           |        |       |                 | 2      |
| 23   | David Beckmann         | Cupra Kiro | 16      |           |        |       |                 | 1      |
| 24   | Zane Maloney           | ABT Lola   | 16      |           |        |       |                 | 0      |

### Estadísticas del Campeonato de Equipos
| Pos. | Equipo     | Unidad       | e-Prixs | Victorias | Podios | Poles | Vueltas rápidas | Puntos |
| ---- | ---------- | ------------ | ------- | --------- | ------ | ----- | --------------- | ------ |
| 1    | Porsche    | 99X Electric | 16      | 1         | 10     | 3     | 7               | 256    |
| 2    | Jaguar     | I-Type 6     | 16      | 6         | 7      | 3     | 3               | 227    |
| 3    | Nissan     | e-4ORCE 04   | 16      | 4         | 7      | 4     |                 | 207    |
| 4    | Mahindra   | M9Electro    | 16      |           | 5      |       |                 | 186    |
| 5    | Penske     | E-Tense FE23 | 16      | 2         | 4      | 2     | 1               | 184    |
| 6    | McLaren    | e-4ORCE 04   | 16      |           | 5      | 2     | 2               | 143    |
| 7    | Andretti   | 99X Electric | 16      |           | 2      | 1     | 1               | 141    |
| 8    | Envision   | I-Type 6     | 16      | 1         | 3      |       | 1               | 107    |
| 9    | Maserati   | Tipo Folgore | 16      | 1         | 2      |       | 1               | 102    |
| 10   | Cupra Kiro | 99X Electric | 16      | 1         | 2      | 1     |                 | 86     |
| 11   | ABT Lola   | T001         | 16      |           | 1      |       |                 | 32     |

### Estadísticas del Campeonato de Fabricantes
| Pos. | Equipo      | e-Prixs | Victorias | Podios | Poles | Vueltas rápidas | Puntos |
| ---- | ----------- | ------- | --------- | ------ | ----- | --------------- | ------ |
| 1    | Porsche     | 16      | 2         | 13     | 5     | 8               | 383    |
| 2    | Jaguar      | 16      | 7         | 10     | 3     | 4               | 350    |
| 3    | Nissan      | 16      | 4         | 12     | 6     | 2               | 342    |
| 4    | Stellantis  | 16      | 3         | 6      | 2     | 2               | 274    |
| 5    | Mahindra    | 16      |           | 5      |       |                 | 213    |
| 6    | Lola-Yamaha | 16      |           | 1      |       |                 | 54     |